# گرادیویل (کنتاکی)
گرادیویل (به انگلیسی: Gradyville) یک منطقهٔ مسکونی در ایالات متحده آمریکا است که در شهرستان ادیر، کنتاکی واقع شده‌است. گرادیویل ۲۱۳٫۰۶ متر بالاتر از سطح دریا واقع شده‌است.